# Sede titolare di Dulma
Dulma (in latino Dulmensis) è una sede titolare soppressa della Chiesa cattolica.

## Storia
La sede Dulmensis è identificabile, secondo quanto riportato da Eubel nei suoi volumi della Hierarchia Catholica Medii Aevi, con la sede Dumnensis, in riferimento alla diocesi di Duvno in Bosnia, soppressa nella seconda metà del XVII secolo.
La sede titolare, istituita all'inizio dell'Ottocento, è stata a sua volta soppressa con un decreto di Propaganda Fide nel 1894. Il 5 luglio 1881 papa Leone XIII aveva eretto la diocesi di Mostar, a cui era stata aggiunto il titolo Dumnensis seu Dalminiensis a ricordo dell'antica diocesi.

## Cronotassi dei vescovi titolari
- Silvestro Scarani † (22 dicembre 1800 - 1807 deceduto)
- Francesco Maria Biordi † (23 settembre 1816 - 7 ottobre 1817 deceduto)
- Joseph Chrysostomus Pauer † (25 maggio 1818 - 3 maggio 1824 nominato vescovo di Sankt Pölten)
- Franciszek Pawłowski † (9 aprile 1827 - 6 febbraio 1836 succeduto vescovo di Płock)
- Ludwig Hoffman † (6 aprile 1835 - 24 aprile 1848 deceduto)
- Balthasar Schitter † (20 maggio 1850 - 19 ottobre 1868 deceduto)
- Dominic Manucy † (18 settembre 1874 - 18 gennaio 1884 nominato vescovo di Mobile)
- Cyril Lubowidzki † (24 marzo 1884 - 2 agosto 1897 nominato vescovo di Luc'k)